# Biotopo Lona-Lases
Il Biotopo Lona-Lases è un'area naturale protetta della provincia autonoma di Trento istituita nel 1988.
L'area protetta è costituita da tre zone principali, separate l'una dall'altra e con caratteristiche differenti:
- la palude di Lases (chiamata anche "Palù dei Sfondroni"), con canneti e cariceti. Questa zona occupa la parte meridionale del lago e l'antico emissario del lago. Qui il biotopo è frequentato da svariate specie di uccelli acquatici quali svasso maggiore, germano reale, porciglione e gallinella d'acqua.
- la Val Fredda con le buche di ghiaccio, dove persiste il ghiaccio tutto l'anno, dovuto alle basse temperature che si hanno durante tutte le stagioni.
- il Palù Redont è un piccolo bacino a forma circolare, estremamente impaludato, generato dall'escavazione glaciale. A livello vegetativo è degna di nota la presenza nella torbiera della rara associazione Caricetum lasiocarpae, caratterizzata dalla presenza di un folto strato di muschi e sfagni.

Le tre aree sono state riconosciute sito di interesse comunitario e zona speciale di conservazione con la denominazione "Lona - Lases" (IT3120049).
L'avvio al progetto di questo biotopo si è avuta con la Legge Provinciale n.14 del 23 giugno 1986, anche se l'istituzione dell'area naturale protetta è diventata ufficiale nel 1988 con il D.P.G.P. n. 8784 del 5 agosto 1988. Questo biotopo ha una superficie di 25,19 ha.